# Mohd Rizzua Haizad Muhamad
Mohd Rizzua Haizad Muhamad (* 29. März 1997) ist ein malaysischer Hürdenläufer, der sich auf die 110-Meter-Distanz spezialisiert hat.

## Sportliche Laufbahn
Erste internationale Erfahrungen sammelte Mohd Rizzua Haizad Muhamad im Jahr 2013, als er bei den Jugend-Asienspielen in Nanjing in 14,10 s den vierten Platz über die niedrigeren U18-Hürden belegte. Im Jahr darauf entschied er bei den Olympischen Jugendspielen ebendort in 13,90 s das C-Finale für sich und 2016 siegte er in 14,00 s bei den Juniorenasienmeisterschaften in der Ho-Chi-Minh-Stadt. Anschließend kam er bei den U20-Weltmeisterschaften in Bydgoszcz mit 13,98 s nicht über die erste Runde hinaus. Im Jahr darauf belegte er bei den Südostasienspielen in Kuala Lumpur in 14,59 s den sechsten Platz und 2022 gelangte er bei den Südostasienspielen in Hanoi mit 14,29 s auf Rang fünf. Im Jahr darauf schied er bei den Asienmeisterschaften in Bangkok mit 13,85 s im Vorlauf aus, wie auch bei den World University Games in Chengdu mit 13,99 s. 2025 verpasste er bei den Asienmeisterschaften in Gumi mit 14,08 s den Finaleinzug.
In den Jahren 2019, 2022 und 2024 wurde Mohd Rizzua malaysischer Meister im 110-Meter-Hürdenlauf.

## Persönliche Bestleistungen
- 110 m Hürden: 13,85 s (0,0 m/s), 13. Juli 2023 in Bangkok